# Abbaye de l'Ascension
L'abbaye de l'Ascension est un monastère bénédictin de la région des Plateaux, au Togo. Elle fait partie de la Congrégation de Subiaco Mont-Cassin.

## Histoire
En 1961, des moines de l'abbaye d'En-Calcat, en France, ont envoyé un certain nombre de moines pour fonder une communauté au Togo. La communauté naissante s'est installée dans ce qui faisait alors partie de l'archidiocèse de Lomé, dans un village appelé Danyi-Dzogbégan, situé sur une plaine surélevée à quelque 170 kilomètres de la côte.
En l'espace d'un an, les bâtiments monastiques ont été achevés. Bientôt, la communauté a commencé à accueillir des aspirants  à la vie monastique. En outre, les moines de Dzogbégan ont ouvert un hôpital afin de fournir des soins de santé aux habitants des villages environnants.
Les moines ont rapidement défriché les terres autour du monastère et ont commencé à cultiver du café et des fruits. Un étang de pisciculture et un élevage de bovins sont également mis en place. En 1972, des programmes de formation et de développement agricole parrainés par la communauté monastique étaient en place dans trente villages. Un centre de formation agricole, dont l'objectif spécifique est de former de jeunes agriculteurs locaux, a été créé au monastère même. En 1970, la construction de l'église du monastère a été achevée et l'église a été consacrée. Plus tard, une maison d'hôtes a également été construite.
Au fil des ans, la communauté monastique de Dzogbégan a continué à se développer. En 1991, le monastère a été élevé au rang d'abbaye. Le 29 mai 1993, la communauté a élu son premier abbé togolais, le père Robert Mawulawoe Kossi Yamo. Ce père abbé décède le 3 janvier 2006, après treize ans de direction et de gestion du monastère. En 2006, la communauté monastique de Dzogbegan a élu son deuxième abbé, le père Théodore Kouassi. Il est actuellement le chef et le supérieur de la communauté monastique de l'abbaye de l'Ascension. En 2022, l'abbaye comptait une trentaine de moines.
De nos jours, le café cultivé par les moines est exporté et reconnu à l’international.